# No Colours Records
No Colours Records, to niemiecka wytwórnia płytowa z siedzibą w Mügeln, wydająca albumy z gatunku black metal i NSBM. Firma powstała z inicjatywy Steffena Zopfa w 1993 roku. Z wytwórnią współpracowały takie grupy muzyczne jak Dimmu Borgir, Graveland, Nargaroth czy Nokturnal Mortum. Wytwórnia, m.in. przez magazyny Rock Hard i Searchlight utożsamiana jest ze sceną black metalu  narodowosocjalistycznego. 
W ramach No Colours Records funkcjonują także pododdziały Black Witchery Records, Metal Inquisition Records i Vinyl Maniac Records.